# 临港街道 (合江县)
临港街道是中华人民共和国四川省泸州市合江县下辖的一个乡镇级行政单位。2019年12月，设立临港街道，将原合江镇马街社区8至9组、石堰村、明家坝村、果园村、金银村和榕山镇联榕坝社区、五里坡社区、兴隆社区、符阳村、张石坝村、凉坪村、高庙子村、塘沟村、雨台山村、荆树村、小洋洞村及点灯山村1组、3至7组所属行政区域划归临港街道管辖。

## 行政区划
临港街道下辖以下地区：
马街社区、百花亭社区、建设路社区、枣林桥社区、菜坝社区、桥凼村、山顶上村、三块石村、柳马埂村、柿子田村、龙潭村、魏家祠村、明家坝村、石堰村、果园村、槽房村、金银村、大水河村、大同村、贯湾村、天井村、黄溪村和会青山村。